# Distretto di Raahe
Il distretto di Raahe (Raahen seutukunta) è uno dei distretti della Finlandia. È geograficamente locato nella ex provincia di Oulu e nella regione della  Ostrobotnia Settentrionale. Il distretto è composto da quattro comuni ed il numero della classificazione NUTS (NUTS-4) e LAU (LAU-1) è 174. Il 10 agosto 2024, la popolazione del distretto era di 31519 abitanti e l'area di 2.632 km², con quindi una densità di 11.98 ab./km².

## Comuni
- Pyhäjoki (comune)
- Raahe (città)
- Siikajoki (comune)
- Vihanti (comune)

## Unioni comunali
- 1º gennaio 1973: il comune di Saloinen confluisce nella città di Raahe
- 1º gennaio 2003: il comune di Pattijoki confluisce nella città di Raahe
- 1º gennaio 2007: il comune di Ruukki confluisce nel comune di Siikajoki.
- 1º gennaio 2013: il comune di Vihanti confluisce nella città di Raahe